# Élections législatives de 1869 dans la Mayenne
Les élections législatives françaises de 1869 se déroulent le 24 mai 1869. Dans le département de la Mayenne, trois députés sont à élire dans le cadre de trois circonscriptions.

## Élus
|   | Circonscription | Député sortant             |  | Parti               | Député élu ou réélu        |  | Parti               |
| - | --------------- | -------------------------- |  | ------------------- | -------------------------- |  | ------------------- |
| = | Première        | Jules Leclerc d'Osmonville |  | Majorité dynastique | Jules Leclerc d'Osmonville |  | Majorité dynastique |
| = | Seconde         | Thomas Louis Mercier       |  | Majorité dynastique | Thomas Louis Mercier       |  | Majorité dynastique |
| = | Troisième       | Stéphane de Pierres        |  | Majorité dynastique | Stéphane de Pierres        |  | Majorité dynastique |

## Résultats

### Laval
| Candidats        | Candidats                    | Étiquette               | Premier tour | Premier tour | Ballotage | Ballotage |  |
| Candidats        | Candidats                    | Étiquette               | Voix         | %            | Voix      | %         |  |
| ---------------- | ---------------------------- | ----------------------- | ------------ | ------------ | --------- | --------- |  |
|                  | Jules Leclerc d'Osmonville * | Majorité dynastique     | 21 743       |              |           |           |  |
|                  | Louis-Antoine Garnier-Pagès  | Opposition républicaine | 7 428        |              |           |           |  |
|                  |                              |                         |              |              |           |           |  |
| Inscrits         |                              |                         |              |              |           |           |  |
| Votants          |                              |                         |              |              |           |           |  |
| Exprimés         |                              |                         |              |              |           |           |  |
| Blancs et perdus |                              |                         |              |              |           |           |  |

*sortant

### Mayenne
| Candidats         | Candidats                      | Étiquette               | Premier tour | Premier tour | Ballotage | Ballotage |  |
| Candidats         | Candidats                      | Étiquette               | Voix         | %            | Voix      | %         |  |
| ----------------- | ------------------------------ | ----------------------- | ------------ | ------------ | --------- | --------- |  |
|                   | Thomas Louis Mercier *         | Majorité dynastique     | 20 949       |              |           |           |  |
|                   | Charles-François-Xavier Müller | Opposition royaliste    |              |              |           |           |  |
|                   | Charles Goyet-Dubignon         | Opposition républicaine |              |              |           |           |  |
|                   |                                |                         |              |              |           |           |  |
| Inscrits          | Inscrits                       | Inscrits                | 34 548       |              |           |           |  |
| Votants           | Votants                        | Votants                 | 21 692       |              |           |           |  |
| Exprimés          |                                |                         |              |              |           |           |  |
| Blancs et annulés |                                |                         |              |              |           |           |  |

*sortant

### Château-Gontier
| Candidats         | Candidats               | Étiquette               | Premier tour | Premier tour | Ballotage   | Ballotage |  |
| Candidats         | Candidats               | Étiquette               | Voix         | %            | Voix        | %         |  |
| ----------------- | ----------------------- | ----------------------- | ------------ | ------------ | ----------- | --------- |  |
|                   | Stéphane de Pierres *   | Majorité dynastique     | 10 308       |              | 13 759      |           |  |
|                   | Paul Andral             | Opposition royaliste    | 6 869        |              | 7 539       |           |  |
|                   | Alexandre-Jean Fournier | Opposition républicaine | 4 167        |              | Désistement |           |  |
|                   |                         |                         |              |              |             |           |  |
| Inscrits          |                         |                         |              |              |             |           |  |
| Votants           |                         |                         |              |              |             |           |  |
| Exprimés          |                         |                         |              |              |             |           |  |
| Blancs et annulés |                         |                         |              |              |             |           |  |

*sortant
Scrutin de ballotage le 6 juin 1869.

## Sources
- L'Indépendant de l'Ouest, 26 mai et 16 juin 1869